# Abraomas Kulvietis
Abraomas Kulvietis (Kulva, 1509 – 1545) è stato uno scrittore lituano.
Fondatore del collegio di Vilnius e fiero protestante, si rifugiò a Königsberg per fuggire dalla Controriforma. Nel 1543 scrisse Confessio fidei, il suo testamento religioso-spirituale.